# ネァイリング

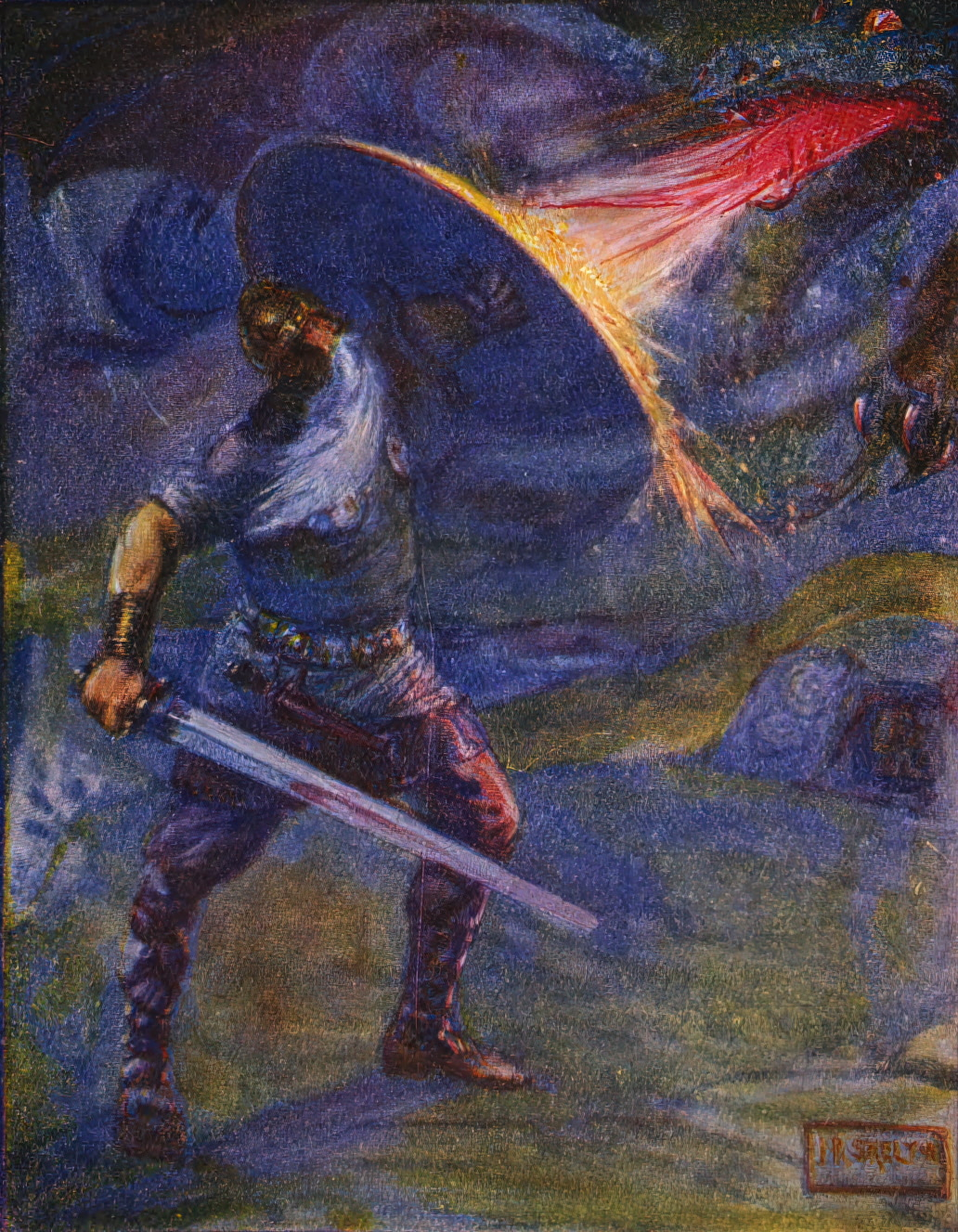
竜に対しネァイリングを振るうベーオウルフ

ネァイリング (Næġling) は、古英語の叙事詩『ベーオウルフ』に登場する表題の人物ベーオウルフが持つ剣の一つ。ネイリング、ナイリングとも。
その名は"næġl" 、すなわち「爪」を語源としており、『シズレクのサガ』に登場する剣ナーゲルリングと対応している可能性があるとも考えられている。ネァイリングは名剣として「鋭い」「光り輝く」「力強い」などと、あるいは由緒ある古剣として「素晴らしいいにしえの剣」「いにしえの家宝」「古き灰色の」などと繰り返し称揚されるが、ベーオウルフの最期となった竜との対決では耐える事はなく二つに折れてしまう。これは竜の力によるものではなく、ベーオウルフ本人の膂力が原因であると説明されている。

折も折　戦で怯むを知らぬ王己が誉れに思いをいたし

渾身の力込めて戦火くぐった剣打ち下ろす

剣の動きは敵意のままに敵の頭部に突き刺さる

ベーオウルフの剣ナイリング

灰色にくすむ刃の古き剣二つに折れて最早それまで

鉄の刃が戦の助けにならぬことベーオウルフに間々あった

剛力の度が過ぎたゆえ

この詩人の聞き知るところ

ベーオウルフが戦いに

傷に血塗られ強度の増した剣持ち行こうといかなる剣も

その一振りにかかる力が無理になる

力強さがベーオウルフに徒になる事態変わらず

ベーオウルフの腕は剣にとって強すぎた、と語り部は語る。しかし、ストップフォード・ブルックは「ベーオウルフはこの剣を以って生涯を戦い抜いてきたのであるから(急に彼の力によって剣が折れたというのは)理に適わない」「後世の編集者によってマーシア王オッファの逸話と『ベーオウルフ』が合成され、この節が挿入されたのではないか」と主張している。
肝心の時に英雄の剣が折れてしまうというモチーフは『ヴォルスンガ・サガ』や『デンマーク人の事績』といった他のゲルマン文学にも見られるが、その中でも特にベーオウルフのネァイリングと強く重なるのが『蛇舌のグンラウグのサガ』

であり、このサガの作者は剣を折ったのは敵ではなく英雄その人であることを苦心して示している。更に、ゲルマン文学では伝統的に、並外れて優れた剣に対し「古い」「古の」「先祖伝来の」といった表現を使用する(ただし、英雄本人が剣を鍛えた場合などの例外もある)。ネァイリングの場合では、その名が示す通り代々受け継がれてきた古剣というよりはむしろ文学的な性質を強く備えたものなのだが、それにもかかわらずこの剣は「古き灰色の」と表現されている。

## 入手経緯
この剣は、ベーオウルフと竜との対決の場面で唐突に名が語られる。しかしこの叙事詩において、人物が初めて登場した際にはその名が伏せられており後から明かされるという手法はしばしば繰り返される。同様にネァイリングも竜との対決以前に既に登場済みであり、しかしその場面では名が語られなかった可能性もある。

かつて余は戦士たち並み居る前で

フーグ族の一人の勇士ダイフレヴンを手に掛けた

それ以後はこの剣が幾度となく時を選ばず役に立つ

この勇士(ヒイェラーク)の胸を飾った胴鎧

フレーザの王のもとまで持ち帰り得ず

軍旗掲げる気高き勇士戦場に散る

だがその戦死刃によらず

敵意あらわな余の手の平で胸つつむ骨の箱握り潰して

心臓の動きを止めた

写本その物には明記されてはいないが、フランク族の戦士ダイフレヴンはおそらくベーオウルフの母方の叔父であるヒイェラーク王を殺害した人物である。
ベーオウルフはダイフレヴンを掴み殺し、彼の剣を奪う。このダイフレヴンの剣がネァイリングであるのかもしれない。

武勇の誉れ世人知る王

戦士らを保護する武人そこで命じる

金の装飾施した王家の宝

フレーゼル王の遺品の家宝の剣を持ち来ることを

イェーアトの地でその当時

剣の形をしたものでこの剣越えるものはない

王はその剣ベーオウルフの膝に置く

あるいはこの、ヒイェラーク王がベーオウルフに与えたフレーゼル王の遺品の剣がネァイリングであると考える事もできる。